# Devonport (Royaume-Uni)
Pour les articles homonymes, voir Devonport.
Devonport (anciennement Plymouth Dock) est un district de la ville de Plymouth dans le comté de Devon au sud-ouest de l'Angleterre.
La zone portuaire abrite une base navale, notamment pour les sous-marins nucléaires.